# Святославский, Пётр Гаврилович
Пëтр Гаврилович Святославский (Вельяминов) (ок. 1746, погост Уполозы, Московская губерния — 3 [15] сентября 1812, Москва) — священник Русской православной церкви.

## Биография
Родился около 1746 года на погосте Уполозы Вохонской десятины Московского уезда Московской губернии. В 1765—1769 годах был дьячком церкви Рождества Богородицы в Уполозах. В 1769—1772 годах — пономарь церкви апостолов Петра и Павла в Новой Басманной в Москве. В 1772—1773 годах — диакон церкви Сорока мучеников Севастийских в Спасской слободе в Москве. Будучи пономарём и диаконом, в 1772—1773 годах участвовал в качестве краскотёра в реставрации соборов Московского Кремля.
В 1773—1812 годах служил настоятелем Сорокосвятской церкви, которая пострадала в пожаре в 1773 году. В 1783 году соорудил вокруг церкви деревянную ограду, а в 1801 году перестроил церковную колокольню.
Среди прихожан церкви, жителей Спасской слободы, был художник Фёдор Степанович Рокотов, отпевание которого Пётр Святославский совершил в 1808 году.
При вступлении армии Наполеона в Москву в 1812 году решил остаться при своём храме для совершения богослужений и охраны храма. 2 сентября был смертельно ранен мародёрами наполеоновской армии, а 3 сентября — застрелен французским солдатом из сострадания к смертельно раненому священнику. Сначала он был похоронен в соседнем Новоспасском монастыре без отпевания и без гроба, но в декабре 1812 года его тело было вынуто из земли, а 5 декабря торжественно отпето в церкви Сорока мучеников, положено в гроб и предано земле в том же Новоспасском монастыре.

### Семья
Сыновья:
- Иоанн Петрович Вельяминов-Сорокосвятский (1773—1856), протоиерей, настоятель Рождественской в Столешниках церкви в Москве.
- Григорий Петрович Григорович (1774 — 1832), священник, настоятель церкви Сорока мучеников (1812—1818) и Сергиевской в Рогожской церкви.
- Александр Петрович Святославский 1787—1856) — личный секретарь митрополита Филарета.

Дочери: Дарья, Елизавета.
Праправнуки:
- Дурново Николай Николаевич (1876—1937) — лингвист, член-корреспондент Академии наук СССР
- Соколов Василий Александрович (1851—1918) — доктор богословия, профессор Московской духовной академии, оставивший воспоминания о своём предке.

Муж праправнучки — Алексей Иванович Введенский — заслуженный профессор, богослов.
Муж правнучки — Николай Александрович Сергиевский — протопресвитер Успенского собора.

## Память
На протяжении XIX века священнику Петру периодически посвящались статьи в отечественных журналах и газетах. в том числе в целях патриотического воспитания, например, статья «Твердость духа священника Петра Гаврилова Вельяминова». Краткое жизнеописание священника Петра вошло также в июньский том «Жизнеописаний отечественных подвижников благочестия XVIII и XIX веков» с днём его памяти в день апостолов Петра и Павла — 29 июня/12 июля. Подвиг священника Петра был увековечен на памятной доске, установленной прихожанами церкви Сорока мучеников на одной из её стен. Кроме того, прихожане изготовили в память священника две хоругви.
3 сентября 1910 года и 2 сентября 1911 года на могиле священника Петра служились торжественные панихиды, которые анонсировались и о которых сообщали разные московские газеты. Большое внимание к личности священника Петра было привлечено и в 1912 году: памятник на могиле священника был обновлён, и к нему Московское городское управление возложило 25 августа 1912 года лавровый венок.
В советское время кладбище Новоспасского монастыря было разорено, церковь Сорока мучеников — перестроена, а имя священника Петра — забыто. Однако в годы Великой Отечественной войны «Журнал Московской Патриархии» напомнил советским гражданам имя и подвиг священника Петра.
В настоящее время точное место захоронения священника Петра возле южной стены Екатерининского храма обители не известно, однако может быть установлено в связи с наличием ряда идентифицирующих признаков: простреленный череп, возможная нетленность останков, датировка костей XVIII-нач. XIX вв., соседство с отроческим захоронением А. И. Вениаминова-Тихомирова. Кроме того, известна фотография надгробного памятника, опубликованная в статье «Панихида на могиле героя 1812 года» в «Московской газете» (1911. № 99).
Написанная в Академии художеств в 1-й трети XIX в. картина, посвящённая подвигу священника Петра, была утеряна ещё до Октябрьской революции 1917 года. Однако методом антропологической реконструкции облика на краниологической основе возможно восстановление лица священника Петра по его черепу с дальнейшим написанием его портрета.
В 2012 году вышли в свет первые после Октябрьской революции 1917 года биографические статьи о священнике Петре, написанные церковным историком М. Е. Денисовым: в «Московской энциклопедии» (Т. 1. Ч. 4.) и в журнале ОВЦС «Церковь и время» (№ 2(59)). Во второй, фундаментальной, статье автор доказывает на основе 69 единиц источников и литературы нравственную высоту священника — его бессеребничество, честность, прилежность в служении, незлобие и мужество.
15 сентября 2012 года исполнилось 200 лет со дня мученической кончины священника.